# Теорема Штейнера — Лемуса

Теорема Штейнера — Лемуса — теорема геометрии треугольника.
Известна как пример с виду простого утверждения, который не имеет простого классического доказательства,
хотя есть несложное аналитическое доказательство.

## Формулировка
Если в треугольнике равны 2 биссектрисы, то этот треугольник является равнобедренным.

## История доказательства
Доказательство было дано в работах немецких геометров Якоба Штейнера и Даниэля Лемуса в XIX веке.
В 1963 году журнал American Mathematical Monthly объявил конкурс на лучшее доказательство теоремы.
Было прислано много доказательств, среди которых обнаружились интересные и ранее неизвестные.
Одно из лучших, по мнению редакции, использует метод от противного и окружность, проходящую через 4 точки как дополнительное построение.
В советской литературе распространено доказательство, основанное на следующем признаке равенства треугольников: если угол, биссектриса этого угла и сторона, противолежащая этому углу, одного треугольника равны соответствующим элементам другого треугольника, то такие треугольники равны.
Аналитическое доказательство следует из формулы на длину биссектрисы
{\displaystyle l_{c}={\frac {\sqrt {4abp(p-c)}}{a+b}}.}

## Вариации и обобщения
- Аналогичная теорема для биссектрис внешних углов (отрезков биссектрис внешних углов, проведенных до продолжения сторон) неверна. Один из контрпримеров — треугольник Боттема — с углами 12°, 132° и 36°. В нём отрезки биссектрис, внешних к первым двум углам, проведённых до пересечения с продолжениями сторон, равны стороне, соединяющей их вершины.